# Acheter et conserver
Acheter et conserver, buy and hold en anglais, est une stratégie passive d'investissement qui consiste à choisir ses placements, et à les conserver à long terme.
Cette stratégie part du principe que les investissements actions conservent un bon rendement, et ce malgré des périodes de forte volatilité.  Elle considère aussi que sous l'hypothèse dite de l'efficience du marché, les actifs sont correctement valorisés et à chercher à faire mieux que le marché, en modifiant régulièrement ses investissements afin de choisir les meilleures opportunités de gain.  Cette stratégie permet d'éviter les frais de courtage. C'est une des raisons pour lesquelles, elle est réputée être très performante.
Dans l'absolu, la stratégie « acheter et conserver » considère qu'il ne faut jamais vendre un actif si l'on n'a pas un besoin immédiat de liquidités.
Au sein de la communauté des utilisateurs du Bitcoin, on parle familièrement de HODL pour qualifier cette stratégie.